# 2006 en Somalie
Cet article présente les faits marquants de l'année 2006 en Somalie.

## Évènements
Des miliciens regroupés au sein de l’Union des tribunaux islamiques ont pris le contrôle de la  capitale Mogadiscio après plusieurs mois de combats contre une alliance de chefs de guerre. Ils ont ensuite entendu leur contrôle sur la plus grande partie du pays, au centre et au sud du pays.
L’armée régulière somalienne, soutenu par l’Éthiopie, a mené une offensive à partir du 20 décembre et repris progressivement le contrôle du pays. Elle est rentrée dans Mogadiscio le 28 décembre après que les miliciens aient pris la fuite, conformément à leur annonce de retrait. Le 1er janvier, les miliciens islamistes ont fui de leur dernier bastion Kismayo, deuxième ville du pays située au sud.